# 1150
Високе Середньовіччя  •  Золота доба ісламу  •  Реконкіста  •  Хрестові походи  •  Київська Русь

## Геополітична ситуація
Візантію очолює Мануїл I Комнін (до 1180). Конрад III є королем Німеччини (до 1152), Людовик VII Молодий королює у Франції (до 1180).
Апеннінський півострів розділений: північ належить Священній Римській імперії, середню частину займає Папська область, більша частина півдня належить Сицилійському королівству. Деякі міста півночі: Венеція, Піза, Генуя тощо, мають статус міст-республік.
Південь Піренейського півострова в руках у маврів. Північну частину півострова займають християнські Кастилія, Леон (Астурія, Галісія), Наварра та Арагонське королівство (Арагон, Барселона). Королем Англії є Стефан Блуаський (Етьєн де Блуа, до 1154), триває громадянська війна в Англії 1135—1154. Данія розділена між Свеном III та Кнудом V (до 1157).
Юрій Довгорукий захопив Київ (до 1151). Новгородська республіка фактично незалежна. У Польщі період роздробленості. На чолі королівства Угорщина стоїть Геза II (до 1162).
На Близькому сході існують держави хрестоносців: Єрусалимське королівство, Антіохійське князівство, графство Триполі. Сельджуки окупували Персію та Малу Азію, в Єгипті владу утримують Фатіміди, у Магрибі Альмохади потіснили Альморавідів, у Середній Азії правлять Караханіди та Каракитаї. Газневіди втримують частину Індії. У Китаї співіснують держава ханців, де править династія Сун, держава чжурчженів, де править династія Цзінь, та держава тангутів Західна Ся. На півдні Індії домінує Чола. В Японії триває період Хей'ан.

## Події
- Юрій Довгорукий покинути Київ, залишивши на престолі брата В'ячеслава, але кияни не бажали В'ячеслава, і покликали Ізяслава Мстиславича. Тоді Юрій Довгорукий повернувся й відновив своє правління.
- У Київському літописі (Іпатіївський список) вперше згадується місто Корець Рівненської області (як Корчеськ), місто Сянок, тепер Сяноцького повіту Підкарпатського воєводства.
- Король Франції Людовик VII визнав Генріха Плантагенета герцогом Нормандії.
- Королем Наварри став Санчо VI Мудрий.
- Ерік Єдвардссон проголосив себе королем Вестерйотланду проти чинного короля Швеції Сверкера Старшого.
- Петро Ломбардський написав  Сентенції — визнаний підручник із теології.
- Закінчилося спорудження храму Ангкор-Ват у Камбоджі.